# Theba impugnata
Theba impugnata is een slakkensoort uit de familie van de Helicidae. De wetenschappelijke naam van de soort is voor het eerst geldig gepubliceerd in 1857 door Mousson. Het is een endemische soort van het noordelijke deel van Lanzarote en het naburige kleinere eiland La Graciosa.